# شمپین (ایلینوی)
شمپین، ایلینوی (به انگلیسی: Champaign, Illinois) یک شهر در ایالات متحده آمریکا با جمعیت ۸۲٬۵۱۷ نفر است که در ایلی‌نوی واقع شده‌است.

## موقعیت جغرافیایی
موقعیت جغرافیایی شهرها و مناطق اطراف به شرح زیر است: